# Centropyxis
Centropyxis – rodzina ameb należących do gromady Tubulinea wchodzącej w skład supergrupy Amoebozoa.
Należą tutaj następujące gatunki:
- Centropyxis aculeata (Ehrenberg, 1830)[2]
  - Centropyxis aculeata aculeata (Ehrenberg) Stein, 1857[3]
  - Centropyxis aculeata grandis Deflandre, 1929[3]
  - Centropyxis aculeata minima van Oye, 1953[3]
  - Centropyxis aculeata oblonga Deflandre, 1929[3]
    - Centropyxis aculeata oblonga f. minor Kufferath, 1929[3]

  - Centropyxis aculeata tropica Deflandre, 1929[3]
- Centropyxis aerophila aerophila Deflandre, 1929[3]
- Centropyxis aerophila grandis Štěpánek, 1963[3]
- Centropyxis aerophila sphagnicola Deflandre, 1929[3]
- Centropyxis arcelloides Penard, 1902[2]
- Centropyxis cassis (Wallich) Deflandre, 1929[3]
  - Centropyxis cassis compressa Shen, 1981[3]
  - Centropyxis cassis gigantea Decloitre, 1966[3]
  - Centropyxis cassis spinifera Playfair, 1918[3]
- Centropyxis circularis Decloitre, 1968[3]
- Centropyxis constricta (Ehrenberg) Deflandre, 1929[3]
  - Centropyxis constricta minima Decloitre, 1953[3]
- Centropyxis cordformis cyctostoma Hu et Shen, 1997[3]
- Centropyxis discoides (Penard) Deflandre, 1929[3]
- Centropyxis ecornis (Ehrenberg, 1841)[2]
  - Centropyxis ecornis leidyi Thomas, 1957[3]
  - Centropyxis ecornis minuta Golemansky, 1962[3]
- Centropyxis elongata (Penard) Thomas, 1959[3]
- Centropyxis gauthieri Thomas, 1959[3]
- Centropyxis hemisphaerica (Bernard, 1879)[2]
- Centropyxis hirsuta Deflandre, 1929[3]
- Centropyxis marsupiformis Deflandre, 1929[3]
- Centropyxis minuta Deflandre, 1929[3]
- Centropyxis platystoma (Penard) Deflandre, 1929[3]
- Centropyxis spinosa (Cash) Deflandre, 1929[3]
- Centropyxis sylvatica (Deflandre) Thomas, 1955[3]
- Centropyxis triangularis Shen, 1981[3]